# Daode (köping i Kina, Inre Mongoliet, lat 43,64, long 121,72)
Daode (kinesiska: 道德, 道德镇) är en köping i Kina. Den ligger i den autonoma regionen Inre Mongoliet, i den norra delen av landet, omkring 890 kilometer öster om regionhuvudstaden Hohhot.
Genomsnittlig årsnederbörd är 777 millimeter. Den regnigaste månaden är juli, med i genomsnitt 137 mm nederbörd, och den torraste är januari, med 4 mm nederbörd.